# Ansat TV
Ansat TV je slovenska lokalna televizijska postaja iz Krškega. Prvotno namenjena prebivalcem regije   Posavje,ki leži na jugovzhodu Slovenije.Pokrivajo pa ga tudi nekateri kabelski operaterji po Sloveniji.Viden je tudi na Siolu (kanal 676).

## Voditelji na Ansat TV
- Vernesa Sadulai, voditeljica več oddaj in napovednikov
- Andrej Pinterič, voditelj glasbene oddaje Meh za smeh
- Martin Arh, voditelj glasbene oddaje Meh za smeh
- Boštjan Levičar, voditelj športnih pogovornih oddaj
- Sarah Senica, voditeljica glasbene oddaje Sound Shake
- Janja Starc, voditeljica pogovorne oddaje Mozaik obrti in podjetništva
- Urška Korun, voditeljica pogovorne oddaje Preprosto naravno
- Zoran Zavor, voditelj pogovorne oddaje Preprosto naravno

## Program

###### Oddaje
| Naslov                       | Tip oddaje                                           |  |
| ---------------------------- | ---------------------------------------------------- |  |
| Posavski tednik              | tedenska informativna oddaja                         |  |
| Posavje na dlani             | mesečna pogovorna oddaja                             |  |
| Mozaik obrti in podjetništva | obrtniško podjetniška pogovorna oddaja               |  |
| Meh za smeh                  | tedenska oddaja slovenske narodnozabavne glasbe      |  |
| Sound Shake                  | tedenska glasbena lestvica popularne glasbe          |  |
| Preprosto naravno            | pogovorna oddaja o zdravju,naravi in energijah       |  |
| Športni mozaik               | posnetki rokometnih,nogometnih tekem in spidvej dirk |  |